# Andreaea barbuloides
Andreaea barbuloides är en bladmossart som beskrevs av Brotherus 1916. Andreaea barbuloides ingår i släktet sotmossor, och familjen Andreaeaceae. Inga underarter finns listade i Catalogue of Life.